# Chiara Gioncardi
Chiara Gioncardi (Roma, 25 ottobre 1981) è una doppiatrice e attrice teatrale italiana.

## Biografia
Dopo aver frequentato un corso triennale di teatro e dopo essersi diplomata al Liceo Virgilio di Roma inizia la propria formazione in un laboratorio teatrale, portando in scena l'Amleto di William Shakespeare. Ha inoltre frequentato il DAMS dell'Università degli Studi Roma Tre nell'indirizzo Regia teatrale. Chiara Gioncardi ha prestato la voce a molte attrici famose come Rooney Mara, Lupita Nyong'o, Natalie Dormer, Zooey Deschanel, Kate McKinnon, Cynthia Erivo ed Emily VanCamp.
In campo televisivo è la voce del personaggio di Claire Bennet, interpretato da Hayden Panettiere, nella serie televisiva Heroes, inoltre ha prestato la sua voce a Shiri Appleby in Six Degrees - Sei gradi di separazione, Lauren Cohan in The Walking Dead, Rose Leslie ne Il Trono di Spade, Shay Mitchell in Pretty Little Liars e Tracy Spiridakos in Chicago P.D.. Nel 2012 ha vinto il premio "Leggio d'oro voce telefilm". Come attrice lavora prevalentemente per il teatro, ma ha al suo attivo la partecipazione a diversi cortometraggi. Nel 2020, prende parte ad alcune puntate della soap opera Il paradiso delle signore, nel ruolo della professoressa Lidia Barone.

## Teatro
- Lo stupro, di Franca Rame, regia Salvatore Gioncardi (1999, saggio di fine corso)
- La cantatrice calva, di Eugène Ionesco, regia di Gian Franco Mazzoni (2001)
- L'animalità di Macbeth, regia Daniele Scattina (2001)
- C'era una volta Cenerentola, testo e regia di Renata Zamengo (2002/03)
- Schiaccianoci e il re dei topi, testo e regia di Manuel Fiorentini (2002/03)
- Storia e Leggenda di Roma, di E. Brasi, regia di M. Mascitti (2003)
- Si potrebbe ricominciare daccapo?, testo e regia di Chiara Casarico (2003)
- La speranza è la penultima a morire, testo e regia di Luciano Bottaro (2003)
- La notte dei giocattoli, di Dacia Maraini, regia di Renata Zamengo (2003/04)
- Tartufo, di Molière, regia di Nucci Ladogana (2004)
- Il viaggio del signor Perrichon, di Eugène Labiche, regia di Adriana Martino (2004)
- Cose dell'altro mondo, testo e regia Cristiano Vaccaro (2004)
- Il mercante di Venezia, di William Shakespeare, regia di Nucci Ladogana (2005)
- Riccardo III, di William Shakespeare, regia di Nucci Ladogana (2005)
- Contaminazioni, di Alfonso Cardamone, regia di Sandro Morato (2006)
- Il malato immaginario, di Molière, regia di Nucci Ladogana (2006)
- L'avaro, adattamento di Roberto Lerici, regia di Nucci Ladogana (2006)
- Passi affrettati, testo e regia di Dacia Maraini (2006)
- S-cena con delitto, di Ellery Queen, regia di Roberto Della Casa (2007)

## Doppiaggio

### Film
- Rooney Mara in Tanner Hall - Storia di un'amicizia, The Social Network, Lei, Senza santi in paradiso, Pan - Viaggio sull'isola che non c'è, Carol, Lion - La strada verso casa, Il segreto, La scoperta, Song to Song, Maria Maddalena, Storia di un fantasma, Don't Worry, La fiera delle illusioni - Nightmare Alley
- Natalie Dormer in Hunger Games - Il canto della rivolta - Parte 1, Hunger Games - Il canto della rivolta - Parte 2, Jukai - La foresta dei suicidi, Il professore e il pazzo
- Lupita Nyong'o in Star Wars - Il risveglio della Forza, Star Wars - Gli ultimi Jedi, Black Panther, Star Wars - L'ascesa di Skywalker, Little Monsters, Black Panther: Wakanda Forever
- Kate McKinnon in Ghostbusters, Crazy Night - Festa col morto, L'unica, Il tuo ex non muore mai, Bombshell - La voce dello scandalo, Barbie
- Zooey Deschanel in American Sunshine, (500) giorni insieme, Yes Man, Quell'idiota di nostro fratello, Rock the Kasbah
- Emily VanCamp in Captain America: The Winter Soldier, Captain America: Civil War, The Girl in the Book
- Michelle Williams in Synecdoche, New York, Venom, Venom - La furia di Carnage
- Cynthia Erivo in Widows - Eredità criminale, Harriet, Chaos Walking
- Anna Kendrick in Voices, Pitch Perfect 2, Pitch Perfect 3
- Jessica Chastain in Sopravvissuto - The Martian, Crimson Peak, It - Capitolo due, Ava
- Jena Malone in Into the Wild - Nelle terre selvagge, Animali notturni
- Adèle Haenel in La ragazza senza nome, Ritratto della giovane in fiamme
- Alice Braga in Io sono leggenda, Sólo Dios sabe, The New Mutants
- Ana de la Reguera in Army of the Dead, La notte del giudizio per sempre
- Bijou Phillips in Hostel: Part II
- Kristen Bell in Non mi scaricare, The Disaster Artist, Tale padre
- Camilla Belle in 10.000 AC, Push
- Amanda Michalka in Un anno da ricordare
- Hayden Panettiere in Scream 4, Scream VI
- Jamie Chung in L'uomo con i pugni di ferro, La festa prima delle feste
- Anne Hathaway in One Day, Eileen
- Anna Faris in L'orso Yoghi
- Brittany Murphy in Neverwas - La favola che non c'è
- Lucy Punch in St. Trinian's
- Sienna Miller in Camille, Come una donna
- Lindsay Sloane in Come ammazzare il capo... e vivere felici
- Mia Wasikowska in Defiance - I giorni del coraggio, Tracks - Attraverso il deserto
- Gal Gadot in Assassinio sul Nilo, Biancaneve (dialoghi)
- Yvonne Orji in Gli amici delle vacanze, Gli amici delle vacanze 2
- Caitriona Balfe in Le Mans '66 - La grande sfida, Operazione vendetta
- Deepika Padukone in xXx - Il ritorno di Xander Cage, Happy New Year
- Scarlett Johansson in Asteroid City, La trama fenicia
- Constance Wu in Le ragazze di Wall Street - Business Is Business
- Isolda Dychauk in Faust
- Kherington Payne in Fame - Saranno famosi
- Scottie Thompson in Skyline
- Mena Suvari in I misteri di Pittsburgh
- January Jones in I Love Radio Rock
- Scout Taylor-Compton in Halloween - The Beginning
- Rachel Hurd-Wood in Il domani che verrà - The Tomorrow Series
- Damaris Edwards in All the Invisible Children
- Karina Testa in Shadow
- Tania Raymonde in Non aprite quella porta 3D
- Alma Jodorowsky in La vita di Adele
- Janine Theriault in Upside Down
- Sarah Steele in Margaret
- Mila Kunis in Third Person
- Emma Heming in Red 2
- Ksenia Solo in Il cigno nero
- Phoebe Tonkin in Shark 3D
- Gemma Chan in Transformers - L'ultimo cavaliere
- Lauren Lapkus in Jurassic World
- Perdita Weeks in Necropolis - La città dei morti
- Alicia Vikander in Tomb Raider
- Becky in L'ultimo yakuza
- Jemma Powell in Alice in Wonderland
- Abby Elliot in Amici, amanti e...
- Marta Etura in Eva
- Vanessa Kirby in Fast & Furious - Hobbs & Shaw
- Sivan Kerchner in Sarah e Saleem - Là dove nulla è possibile
- Marielle Scott in L'amico del cuore
- Alexandra Maria Lara in The King's Man - Le origini
- Margo Harshman in Un amore improvviso
- Mary Elizabeth Winstead in Birds of Prey e la fantasmagorica rinascita di Harley Quinn
- Sophia Tatum in Samaritan
- Laëtitia Eïdo in Beautiful Minds
- Júlia Rabello in Vicini per forza
- Janet Montgomery in Lo spazio che ci unisce
- Crystal Reed in Teen Wolf - Il film
- Silvia Alonso in Il futuro in un bacio
- Ida Engvoll in Una parte di te
- Paulina Galazka in Uccidimi, tesoro!, Death Before the Wedding
- Meagan Good in Divorzio in nero
- Zar Amir in Leggere Lolita a Teheran
- Josephine Bornebusch in Let Go
- Lucy DeVito in Ops! È già Natale
- Zoe Saldana in Emilia Pérez
- Felicity Jones in The Brutalist
- Sofia Ledarp in La regina dei castelli di carta
- Serena Rossi in Biancaneve (canto)
- Michele Nordin in The Image of You
- Vân Veronica Ngô in The Old Guard 2

### Film d'animazione
- Emily in Il trenino Thomas - Thomas e i trenini coraggiosi, Il trenino Thomas - Sodor e il tesoro dei pirati, Il trenino Thomas - La grande corsa
- Draculaura in Monster High
- Giulietta in Gnomeo e Giulietta, Sherlock Gnomes
- Linda Gunderson da adulta in Rio e Rio 2 - Missione Amazzonia
- Nya Smith in LEGO Ninjago - Il film
- Gia in Madagascar 3 - Ricercati in Europa
- Yuri Tsukikage/Cure Moonlight in HeartCatch Pretty Cure! - Un lupo mannaro a Parigi
- Ash in Sing e Sing 2 - Sempre più forte
- Françoise Arnoul / Cyborg 003 in Cyborg 009 vs Devilman
- Vadhana Devi in Kochadaiyaan
- Dottie Thompson in Vampiretto
- Lupe in Ferdinand
- Rousey in Tappo - Cucciolo in un mare di guai
- Tuan Kirie in Harmony
- Power Girl in Superman/Batman: Nemici pubblici
- Mamma di Kokoro in Il castello invisibile
- Margot in Ruby Gillman - La ragazza con i tentacoli
- Alex in Un film Minecraft

### Serie animate
- Yuri Tsukikage/Cure Moonlight in HeartCatch Pretty Cure!
- Tsubaki Nanatsukasa in Soul Eater
- Annie Leonhart in L'attacco dei giganti
- Meiko Shiraki in Prison School
- Madoka Akimoto in Yes! Pretty Cure 5 e Yes! Pretty Cure 5 GoGo!
- Emily ne Il trenino Thomas[3] (serie 2010)
- Nya Smith in LEGO Ninjago e Ninjago: La rivolta dei draghi
- Ghost-Spider in Spidey e i suoi fantastici amici
- Alice Spancer in Ghostforce
- Olivia in Lego Friends
- Jacky in Le avventure di Jackie Chan
- Melanie in La crescita di Creepie
- Ethel Anderson in Brickleberry
- Shauna Chalmers ne I Simpson
- Diane Nguyen in BoJack Horseman
- Macy in Lego Nexo Knights
- Green Esmeraude in Pretty Guardian Sailor Moon Crystal
- Miyuki Chinen in Fresh Pretty Cure!
- Stealth Elf in Skylanders Academy
- Nelly Raimon in Inazuma Eleven
- Atali in Dragons
- Sarah in Strappare lungo i bordi, Questo mondo non mi renderà cattivo
- Wa Nin in Winx Club
- Miriam in Dragon Age: Absolution
- Caitlyn Kiramman in Arcane
- Gattodioabolico in Exploding Kittens
- Vanessa in Win or Lose

### Serie televisive
- Meghan Ory in C'era una volta, Intelligence, Chesapeake Shores
- Lauren Cohan in The Walking Dead, The Walking Dead: Dead City
- Zoe Perry in Young Sheldon
- Sophia Bush in Good Sam
- Emily Beecham in Into the Badlands
- Emily VanCamp in The Falcon and the Winter Soldier
- Rachel Skarsten in Batwoman
- Aude Legastelois in Delitti in Paradiso
- Tracy Spiridakos in Chicago P.D.
- Amber Heard in Criminal Minds
- Sarah Carter in Falling Skies
- Hayden Panettiere in Heroes
- Isolda Dychauk  ne I Borgia
- Conchita Campbell in 4400
- Michelle Borth in Tell Me You Love Me - Il sesso. La vita
- Elisabeth Harnois e Taylor Swift in CSI - Scena del crimine
- Shiri Appleby in Six Degrees - Sei gradi di separazione
- Sheridan Smith in Birra e patatine
- Christie Ashenoff in Rimozione forzata
- Jasmine Richards in Avvocato Coop
- Kelly Harrison in Marian, Again
- Esra Ruşan in Interrupted - L'amore incompiuto
- Izabella Miko in Love and Dance
- Kelli Garner in Pan Am
- Shay Mitchell in Pretty Little Liars
- Simona Malesci in The Vampire Diaries
- Daniella Pineda in The Originals
- Crystal Reed in Teen Wolf
- Chloe Bridges in The Carrie Diaries
- Michaela Elkin in Summer Days
- Rose Leslie in Il Trono di Spade
- Paula Garcés in Devious Maids - Panni sporchi a Beverly Hills
- Anna Camp in True Blood
- Janet Montgomery in Salem
- Lady Gaga in American Horror Story
- Sarah Dumont in The Royals
- Alessandra Mastronardi in Master of None
- Vanessa Ray in Blue Bloods
- Raquel Calderón in Karkú
- Marie Avgeropoulos in Cult
- Stephanie Corneliussen in Mr. Robot
- Maggie Grace in Fear the Walking Dead
- Kate Nash in GLOW
- Mariel Molino in NCIS: Origins
- Alisha Wainwright in Shadowhunters
- Annabelle Wallis in Peaky Blinders
- Aya Cash in The Boys
- Dania Ramírez in Sweet Tooth
- Narges Rashidi in Gli specialisti
- Anna Chlumsky in Inventing Anna
- Felicity Jones in Doctor Who
- Margo Harshman in NCIS - Unità anticrimine
- Tuuli Narkle in NCIS: Sydney
- Eve Harlow in The Night Agent
- Song Ha-yoon in Vuoi sposare mio marito?
- Nikeata Thompson in Pauline
- Go Hyun-jung in Mask Girl
- Marianne Rendón in Imposters
- Charlotte Graham in Law & Order - Unità vittime speciali
- Lucy DeVito in Melissa & Joey

### Film TV e miniserie
- Hayley Atwell in I pilastri della Terra
- Rose Bryne in Casanova
- Yaya DaCosta in Whitney
- Andrea Osvàrt in Exodus - Il sogno di Ada
- Maggie Lawson in Scherzi d'amore
- Joanna García in La rivincita delle meraviglie
- Christina Milian in Cupido a Natale
- Whitney Houston in Whitney Houston - Stella senza cielo
- Sophia Bush in Punto d'origine

### Soap opera e telenovelas
- Felisha Cooper in Beautiful
- Mónica Spear in Pasión prohibida
- Calu Rivero in Champs 12, Il mondo di Patty
- Tuba Büyüküstün in Brave and Beautiful

### Videogiochi
- Samantha Giddins (Hayden Panettiere) in Until Dawn (2015)[4]
- Maz Kanata in LEGO Star Wars: Il risveglio della Forza (2016)[5]